# KAD (bilar)
KAD (Kapitän, Admiral och Diplomat) är ett samlingsnamn för den tyska fordonstillverkaren Opels största modeller; Kapitän, Admiral och Diplomat, som tillverkades mellan 1964 och 1977. Modellerna tog mycket inspiration från Opels dåvarande ägare, amerikanska General Motors bilar och delar av deras teknik, bland annat motorer, som användes i modellerna. KAD-modellerna hade sin glansperiod under 1960- och 1970-talet. Opel Kapitän lades ner år 1970 och både Admiral och Diplomat ersattes 1978 av Opel Senator. Senator blev den sista stora Opeln, och lades i sin tur ner 1993. Idag tillverkar Opel inga bilar i de större fordonsklasserna.
KAD-modellerna kallades även "Rüsselsheimer Riesen", efter Opels fabrik i staden Rüsselsheim och det tyska ordet för jättar.

## Galleri

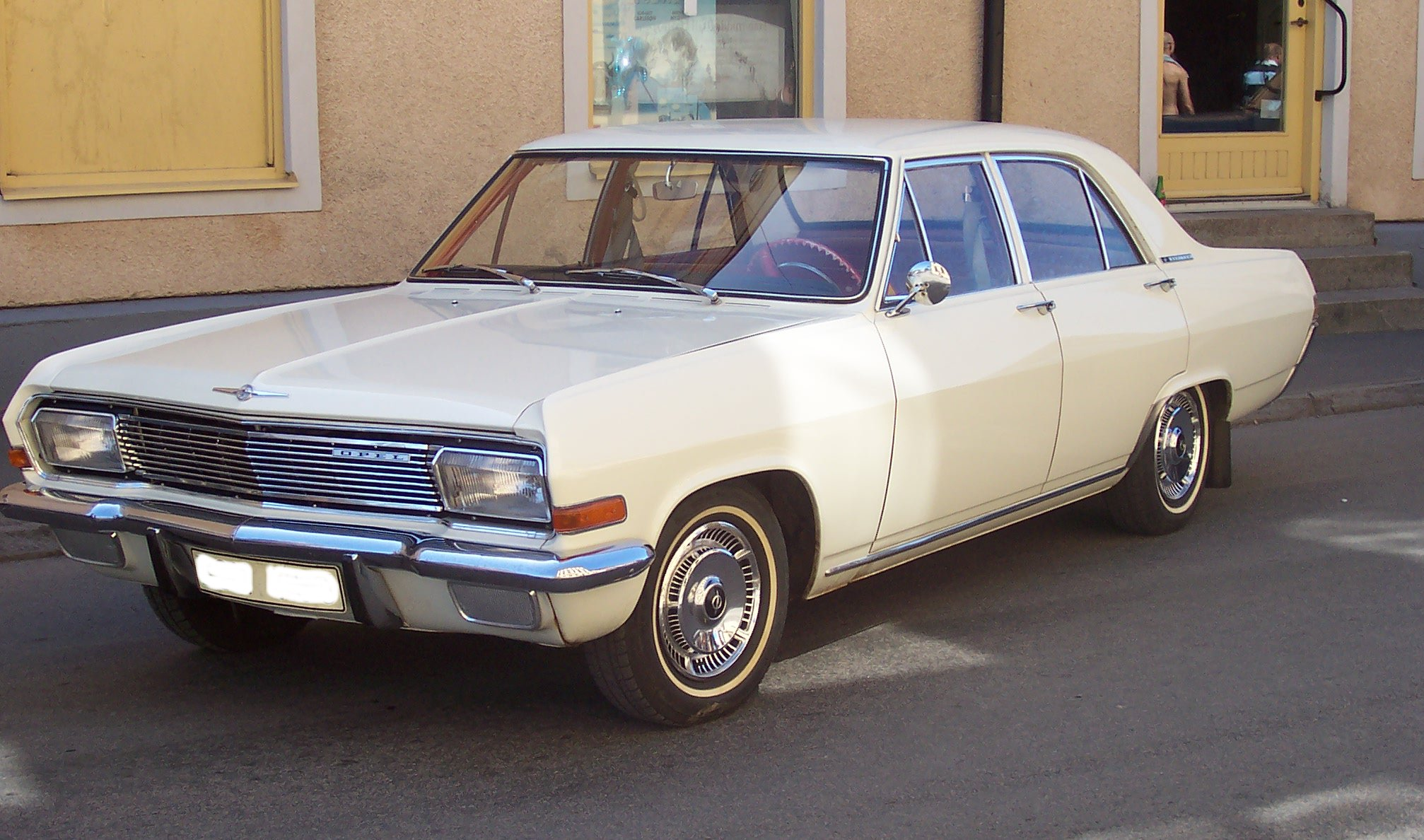
Opel Kapitän.
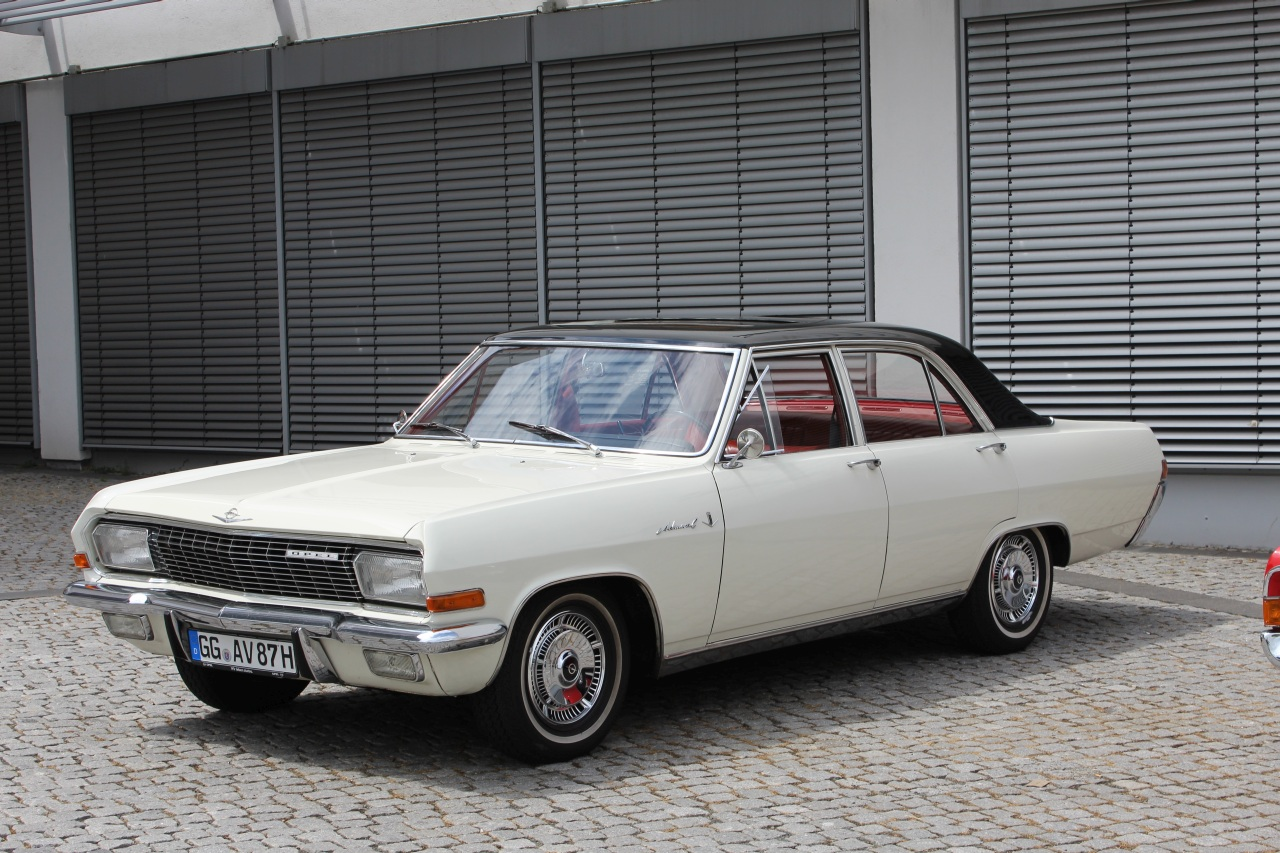
Opel Admiral.
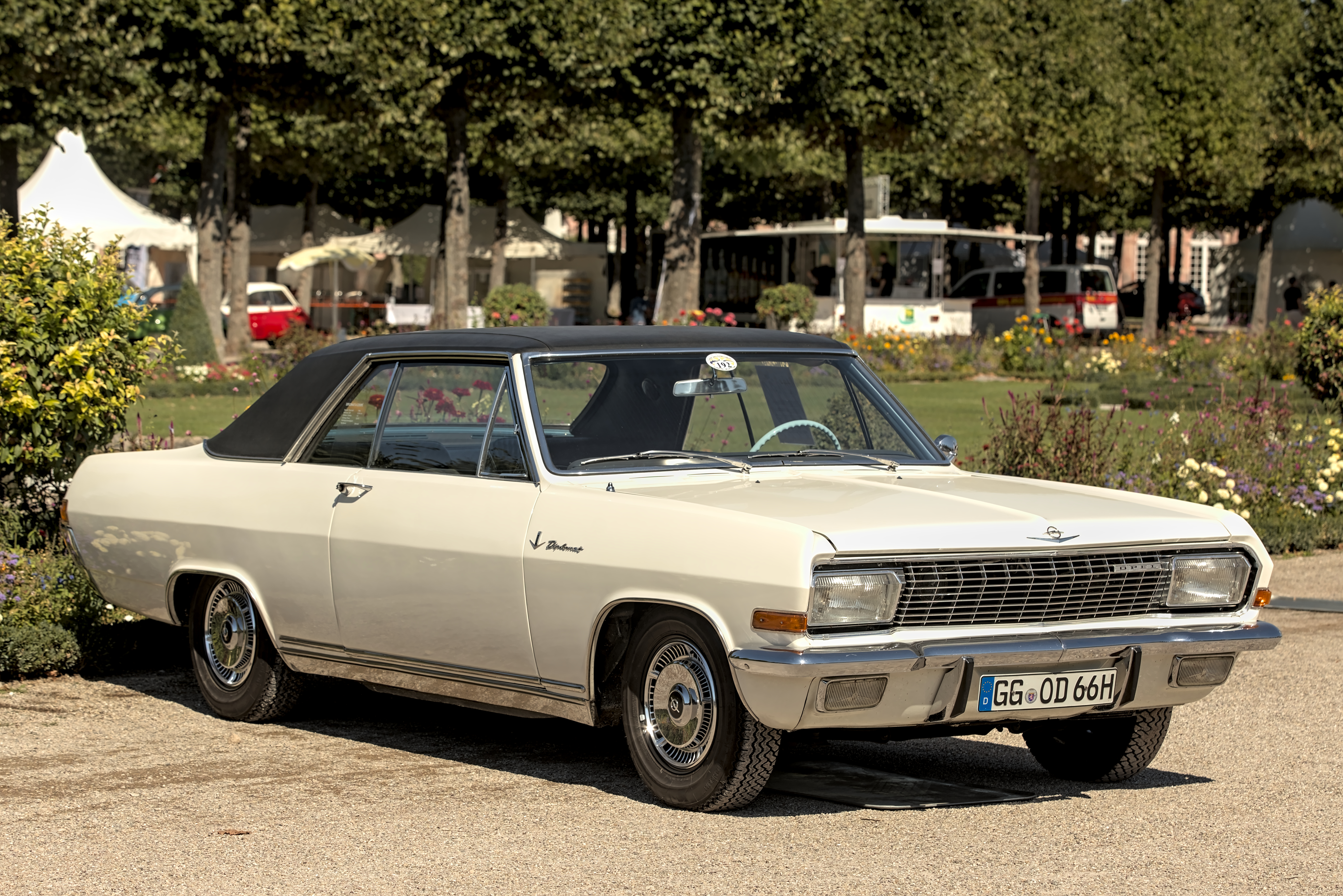
Opel Diplomat.